# Françoise Bonnot
Françoise Bonnot (* 17. August 1939 in Bois-Colombes, Frankreich; † 9. Juni 2018 in Paris) war eine französische Filmeditorin.

## Leben
Françoise Bonnot kam aus einer dem Kino verbundenen Familie. So war sie die Tochter der französischen Editorin Monique Bonnot, die mehrere Filme für den Regisseur Jean-Pierre Melville schnitt. Sie war mit dem französisch-armenischen Regisseur Henri Verneuil verheiratet und der gemeinsame Sohn Patrick Malakian wurde ebenfalls Regisseur. Auch ihr Bruder Alain Bonnot ist Regisseur, für den sie 1981 Eine schmutzige Affäre schnitt.
Nachdem sie bei dem Film Zwei Männer in Manhattan, einem Krimi von Jean-Pierre Melville, noch ihrer Mutter Monique Bonnot assistiert hatte, erhielt sie von Henri Verneuil drei Jahre später die Chance, bei Ein Affe im Winter eigenverantwortlich den Filmschnitt zu führen. Für ihn schnitt sie San Sebastian, Lautlos wie die Nacht und Die 25. Stunde unter dem Namen Françoise Bonnot-Verneuil.
Mit dem Filmregisseur Costa-Gavras verband sie eine über 30 Jahre andauernde Zusammenarbeit. Bonnot montierte für ihn Filme wie Das Geständnis, Hanna K. und Mad City. Gleich mit ihrem ersten Schnitt für Z erhielt sie zahlreiche internationale Nominierungen und Filmpreise, darunter auch 1970 den Oscar für den Besten Schnitt. Für den gemeinsamen Film Vermißt erhielt sie 1983 den BAFTA Award für den Besten Filmschnitt. Auch mit der Regisseurin Julie Taymor verband sie eine langjährige Zusammenarbeit. So editierte sie alle Spielfilme Taymors: Titus, Frida, Across the Universe und zuletzt The Tempest – Der Sturm.
Françoise Bonnot war Mitglied der American Cinema Editors.

## Filmografie (Auswahl)
- 1959: Zwei Männer in Manhattan (Deux hommes dans Manhattan) (Schnitt-Assistenz)
- 1962: Ein Affe im Winter (Un singe en hiver)
- 1963: Lautlos wie die Nacht (Mélodie en sous-sol)
- 1967: Die 25. Stunde (La Vingt-cinquième heure)
- 1967: San Sebastian (La Bataille De San Sebastian)
- 1969: Armee im Schatten (L’Armée des ombres)
- 1969: Z
- 1970: Das Geständnis (L’Aveu)
- 1971: Le Sauveur
- 1971: Vier Fliegen auf grauem Samt (Quattro mosche di velluto grigio)
- 1972: Der unsichtbare Aufstand (État de siège)
- 1973: Tödlicher Irrtum (Rappresaglia)
- 1975: Sondertribunal – Jeder kämpft für sich allein (Section spéciale)
- 1976: Der Mieter (Le Locataire)
- 1976: Sehnsucht nach Afrika (La Victoire en chantant)
- 1976: Treffpunkt Todesbrücke (The Cassandra Crossing)
- 1977: Die einfache Vergangenheit (Le Passé simple)
- 1978: Die letzte Ausgabe (Judith Therpauve)
- 1979: Die Liebe einer Frau (Clair de femme)
- 1980: Liebe Unbekannte (Chère inconnue)
- 1981: Eine schmutzige Affäre (Une sale affaire)
- 1982: Vermißt (Missing)
- 1983: Hanna K.
- 1984: Back Fire (Liste noire)
- 1984: Eine Liebe von Swann (Un amour de Swann)
- 1984: Top Secret!
- 1985: Im Jahr des Drachen (Year of the Dragon)
- 1987: Der Sizilianer (The Sicilian)
- 1989: Die Schattenmacher (Fat Man and Little Boy)
- 1992: 1492 – Die Eroberung des Paradieses (1492: Conquest of Paradise)
- 1996: Lügen der Liebe (L’Appartement)
- 1996: Schönes Wochenende (A Weekend in the Country)
- 1997: Mad City
- 1998: Place Vendôme
- 1999: Titus
- 2000: Eine Liebe in Brooklyn (Disappearing Acts)
- 2002: Frida
- 2004: Spurensuche – Umwege zur Wahrheit (Around the Bend)
- 2007: Across the Universe
- 2010: The Tempest – Der Sturm (The Tempest)

## Auszeichnungen
Oscar
- 1970: Bester Schnitt für Z

BAFTA Award
- 1970: Nominierung in der Kategorie Bester Schnitt für Z
- 1983: Bester Schnitt für Vermißt

César
- 1978: Nominierung in der Kategorie Bester Schnitt für Die einfache Vergangenheit
- 1984: Nominierung in der Kategorie Bester Schnitt für Hanna K.
- 1999: Nominierung in der Kategorie Bester Schnitt für Place Vendôme